# Casa Slovo
Slovo House è un film documentario ucraino del 2017 diretto da Taras Tomenko e scritto da Lyuba Yakimchuk. La première ucraina del film ha avuto luogo il 27 ottobre 2017 a Kharkiv, Ucraina . Il film ha partecipato al programma ufficiale del concorso del 33º Festival Internazionale del Cinema di Varsavia nel 2017.
Nel 2018, il film ha vinto il Premio cinematografico nazionale ucraino " Golden Dzyga " nella categoria "Miglior documentario ".

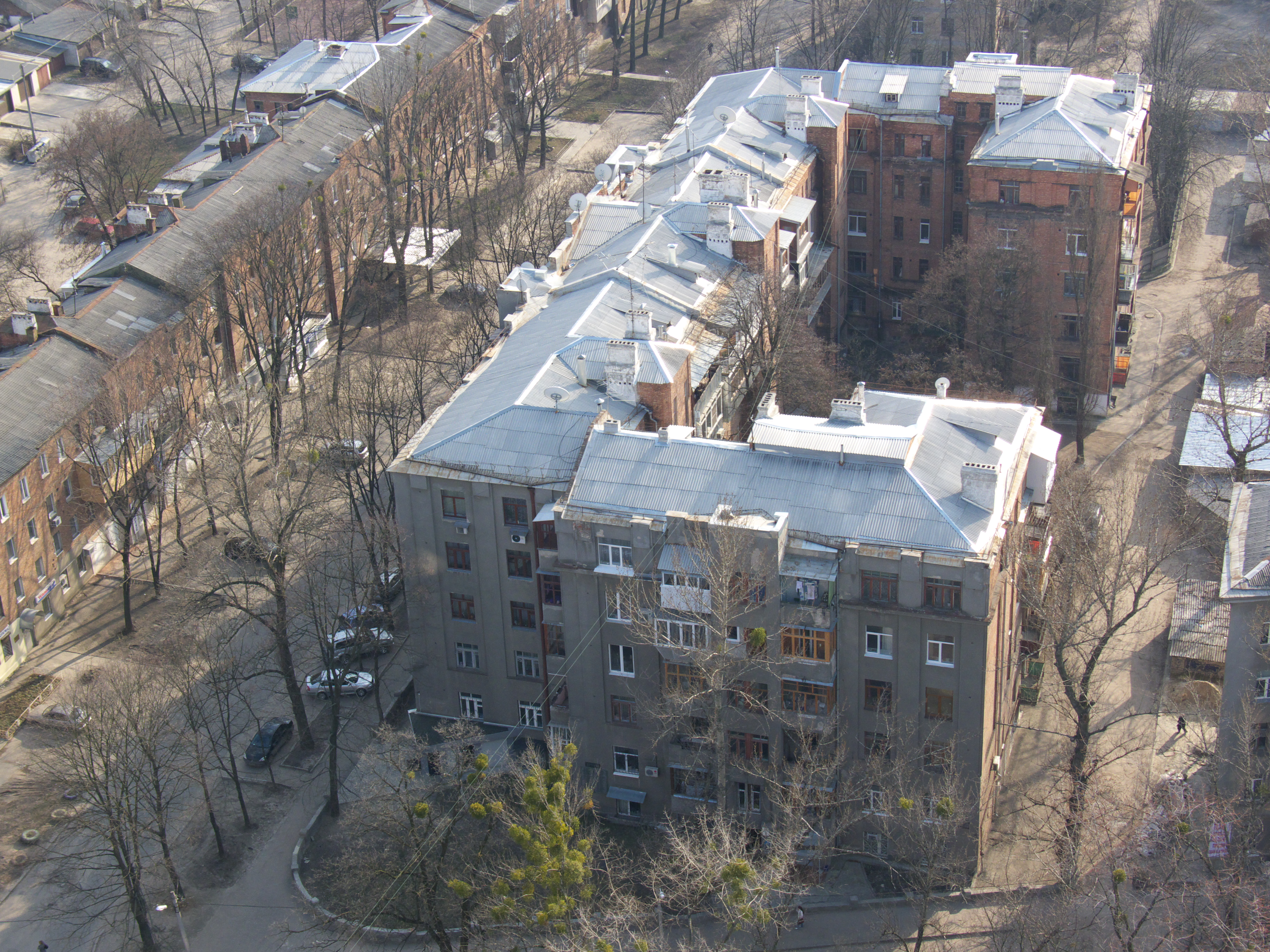
Casa Slovo, Kharkiv, Ucraina

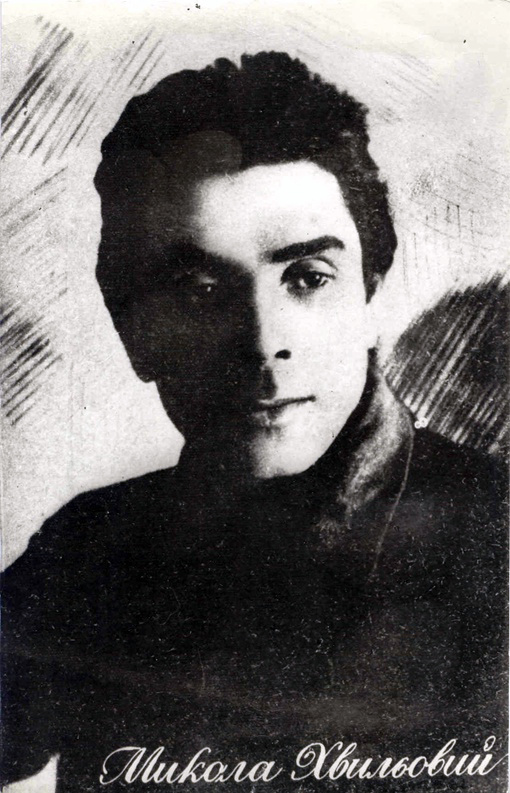
Mykola Khvylovy, uno dei famosi poeti che erano nella casa

Alla fine degli anni Venti, a Charkiv — allora capitale della Repubblica Socialista Sovietica Ucraina — fu edificata, su impulso di Stalin, una residenza destinata specificamente agli scrittori ucraini e ad altre figure di spicco della cultura sovietica. Il progetto architettonico fu affidato a Mykhailo Dashkevych, architetto municipale della città. L’edificio fu concepito per garantire il massimo comfort agli ospiti: ampi e luminosi appartamenti, soffitti alti, grandi finestre. Nei pressi del complesso fu inoltre realizzato un parco, affinché i residenti potessero disporre di uno spazio dedicato al riposo e alla contemplazione. La struttura comprendeva sessantaquattro appartamenti confortevoli, una sala da pranzo, un solarium e personale di servizio, offrendo così un autentico rifugio per intellettuali. In questa "casa dello scrittore" furono trasferiti decine di scrittori, artisti e attori ucraini, tra cui Mykola Khvylovy, Ostap Vyshnia, Mykhaylo Semenko, Anatol Petrytsky e Antin Dyky.
Tuttavia, questo apparente paradiso era accuratamente sorvegliato da un sistema di controllo capillare e da una rete di agenti che permetteva ai servizi segreti sovietici di monitorare costantemente gli ospiti della residenza. Alcuni scrittori furono denunciati perfino da persone a loro vicine: mogli, agenti personali e, in certi casi, dalle stesse domestiche. Tutti coloro che ebbero accesso alla Casa dello Scrittore furono sottoposti a tale vigilanza, inclusi ospiti stranieri come Bertolt Brecht, Theodore Dreiser e Bruno Jasieński, presenti a Charkiv in occasione della Conferenza internazionale degli scrittori rivoluzionari del 1930. Negli anni successivi, con il verificarsi della carestia nota come Holodomor (1932–1933), di cui molti autori ucraini furono testimoni diretti, le condizioni di vita e la sicurezza degli intellettuali si deteriorarono ulteriormente.
Alcuni scrittori, sopraffatti dalla pressione e dalla repressione, si tolsero la vita; altri subirono gravi crolli psicologici. Durante le purghe staliniane, gli occupanti di quaranta dei sessantatré appartamenti dell’edificio furono arrestati. La costruzione era nota con il nome di Slovo — "parola" in ucraino — poiché il suo impianto architettonico richiamava la forma della lettera cirillica «С», che si pronuncia come "S" in inglese. Tuttavia, nel linguaggio comune, per diversi anni la residenza fu tristemente ribattezzata “il Crematorio” o “la casa di detenzione preventiva”, a causa del destino tragico di molti suoi residenti.

## Critica
I critici cinematografici e gli esperti del settore in Ucraina hanno espresso giudizi positivi sul film. Il direttore dell’Agenzia Statale del Cinema ucraina, Pylyp Ilyenko, ha lodato l’opera, sottolineando come, prima dell’inizio delle riprese, i registi abbiano svolto un approfondito lavoro d’archivio, che ha permesso loro di portare alla luce fatti nuovi, inediti e di grande valore storico. Ilyenko ha inoltre elogiato l’elevata qualità artistica del film, evidenziando la riuscita integrazione tra materiali video contemporanei e immagini d’archivio. Anche un recensore della rivista Texty ha espresso apprezzamento per il film, sottolineando come la sua valenza educativa possa contribuire a restituire visibilità pubblica agli artisti ucraini vittime della repressione.

## Attori (voci)
| • Boris Volodymyrovych Georgievsky |
| • Hanna Evhenivna Levchenko        |
| • Mykhailo Vozniuk                 |
| • Olha Vasylivna Radchuk           |
| • Serhii Solopai                   |
| • Oleksandr Zavalskyi              |

## Produzione
Il progetto cinematografico è risultato uno dei vincitori della settima selezione competitiva dell'Agenzia cinematografica statale ucraina (Derzhkino), ricevendo un sostegno finanziario statale pari a 800.000 UAH. Il costo totale di produzione del film ammonta a 1.200.000 UAH. Il film è stato prodotto da Fresh Production Group con il supporto di Derzhkino.

### Troupe di produzione
- Sceneggiatori – Lyuba Yakimchuk, Taras Tomenko
- Regista – Taras Tomenko
- Produttrice cinematografica : Yuliia Cherniavska, Oleh Shcherbyna
- Produttore associato – Yurii Pavlenko
- Operatore della macchina da presa – Taras Tomenko, Oleksandr Yakymchuk
- Compositore – Alla Zagaykevych
- Consulente – Yaryna Tsymbal
- Ingegnere audio – Kateryna Herasymchuk

## Pubblicazione

### Distribuzione televisiva e home video
La première televisiva del film ha avuto luogo il 17 maggio 2018 su TRK Ucraina. Il 1° luglio 2018 il film è uscito sulla piattaforma VOD Megogo. In precedenza, era già disponibile su diverse altre piattaforme VOD, tra cui iTunes, Google Play, Amazon, Vimeo e JMan.tv.

## Recensioni
I critici cinematografici e gli esperti di cinema ucraini hanno reagito positivamente al film. Il direttore dell'Agenzia cinematografica statale ucraina, Pylyp Illienko, ha elogiato il film, sottolineando che prima dell'inizio delle riprese, i creatori hanno condotto ampie ricerche d'archivio, che hanno contribuito a scoprire fatti nuovi e inediti. Illienko ha anche elogiato la qualità artistica del film, evidenziando come i registi siano riusciti a combinare con successo filmati contemporanei e d'archivio in modo organico.
Anche un critico della rivista Texty ha dato al film una recensione favorevole, lodandone il valore educativo e il ruolo nel reintegrare questi artisti ucraini repressi nel discorso pubblico.

## Premi e nomination
| Premio                                                  | Data della cerimonia | Categoria                 | Candidato/i      | Risultato   | Fonte  |
| ------------------------------------------------------- | -------------------- | ------------------------- | ---------------- | ----------- | ------ |
| Dzyga d'oro                                             | 20 aprile 2018       | Miglior film documentario | Casa Slovo       | 🏆 Vinto    | [ 9 ]  |
|                                                         | 20 aprile 2018       | Miglior compositore       | Alla Zagaykevych | 🏅 Nominato | [ 10 ] |
| Premio nazionale della critica cinematografica Kinokolo | 26 ottobre 2018      | Miglior film documentario | Casa Slovo       | 🏅 Nominato | [ 11 ] |